# St. Marien (Dinslaken)

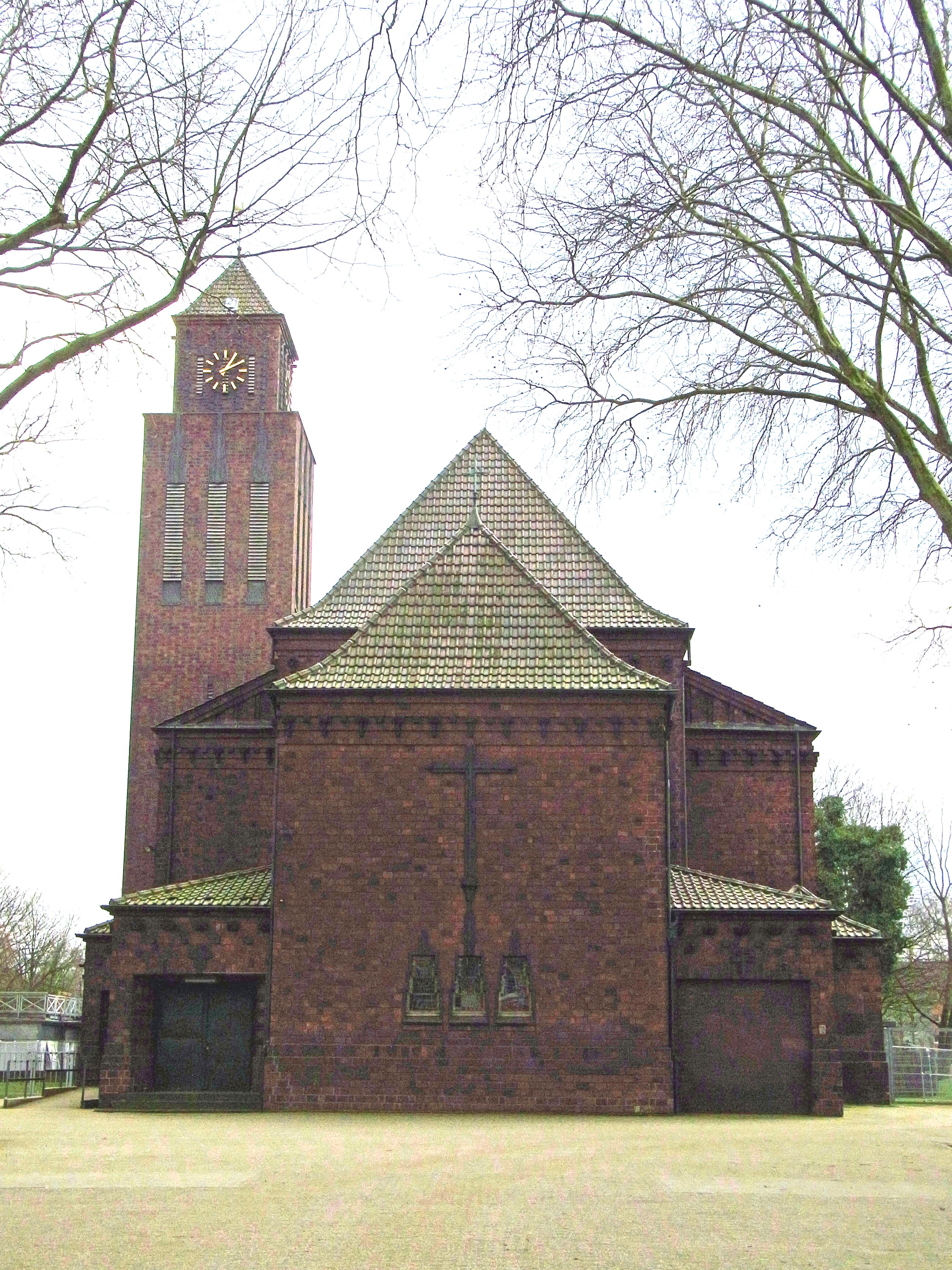
Dinslaken, St. Marien

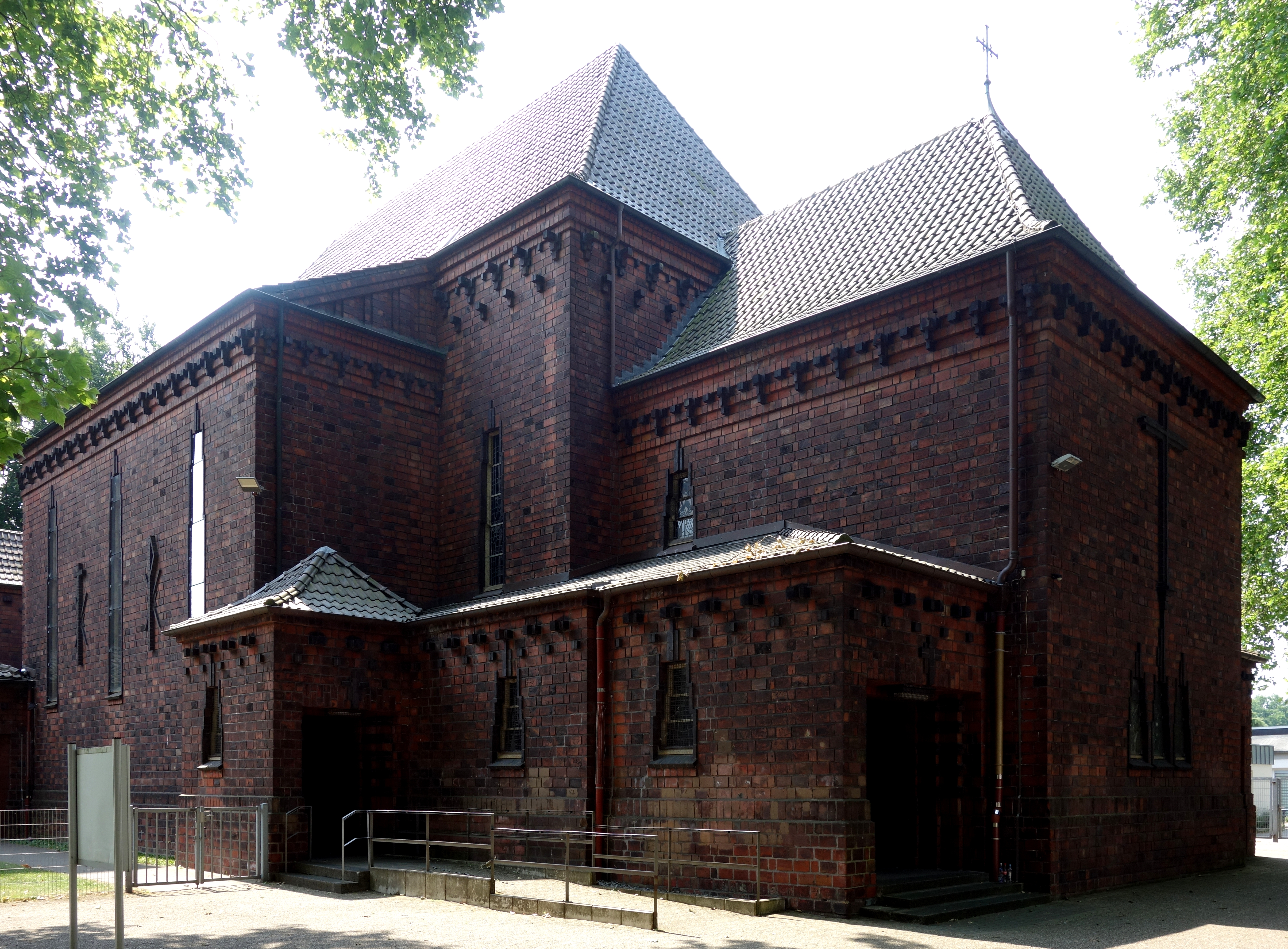
Ostseite

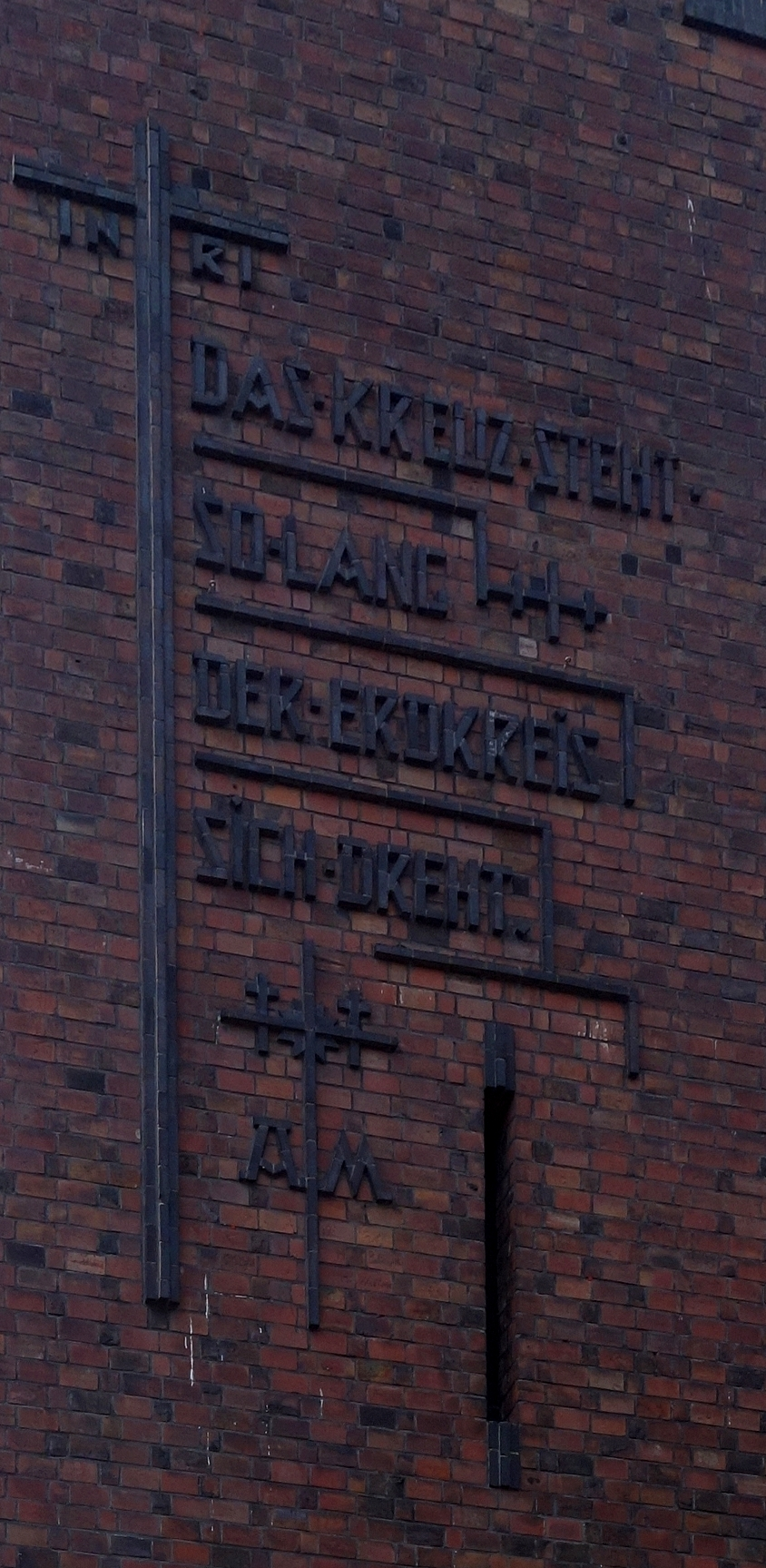
Turminschrift

Die römisch-katholische Pfarrkirche St. Marien ist ein expressionistischer Sakralbau im Stadtteil Lohberg der niederrheinischen Stadt Dinslaken in Nordrhein-Westfalen. Sie gehört zum Dekanat Dinslaken im Bistum Münster. Seit 2012 ist die Gemeinde St. Marien Teil der Großgemeinde St. Vincentius Dinslaken.

## Geschichte
Nach der Abpfarrung von der Mutterpfarrei Herz-Jesu in Oberlohberg am 28. Juli 1919 wurde die Kirchengemeinde St. Marien eine selbstständige Pfarrei. Wegen Baufälligkeit der im Oktober 1918 eingeweihten Holz-Notkirche beschloss der Kirchenvorstand zehn Jahre später den Bau der neuen Kirche St. Marien im expressionistischen Stil nach Plänen des Weseler Architekten Hermann Merl. Die Vereinigten Stahlwerke (vorher Gewerkschaft Lohberg) stellten ein Baugrundstück zur Verfügung. Der erste Spatenstich erfolgte am 9. März 1930. Der Grundstein wurde am 31. August 1930 gelegt. Insgesamt beliefen sich die Baukosten auf 288.000 Mark.
Mit der Farbgestaltung des Innenraums wurde der Freskomaler Bernd Terhorst beauftragt. Ein drei Meter hohes Marienbild aus Sandstein wurde in die Chorwand eingebaut. Unter dem Mantel der Heiligen Maria waren der zweite Kirchenpatron Albertus Magnus und die Heilige Barbara zu sehen.
Die von der Firma Gebrüder Ulrich in Apolda (Thüringen) gegossenen Kirchenglocken mit einem Gesamtgewicht von 4,79 Tonnen läuteten zum ersten Mal um die Mittagszeit des 15. November 1932, dem Festtag des Heiligen Albertus Magnus. Am 11. Dezember 1932 wurde das Gotteshaus von Weihbischof Johannes Scheifes geweiht. Die neue Orgel wurde Weihnachten 1932 in Betrieb genommen.
Wegen der durch den Zweiten Weltkrieg bedingten Metallknappheit wurden die drei großen Glocken am 15. Januar 1942 demontiert und wenige Tage später eingeschmolzen. In den 1950er Jahren wurden sie durch neue Glocken ersetzt. Infolge eines zweimaligen Luftangriffs auf Dinslaken am 23. März 1945 wurden das Kirchendach und sämtliche Kirchenfenster zerstört. Nach der Trümmerbeseitigung fand am Ostersonntag des Jahres 1945 ein Gottesdienst unter freiem Himmel statt. Regelmäßige Gottesdienste konnten ab 15. April 1945 wieder abgehalten werden, jedoch war der vollständige Wiederaufbau der Kirche erst in den späteren 1950er Jahren abgeschlossen.
Am 5. Februar 1967 konsekrierte Bischof Joseph Höffner den neuen Altar, dessen künstlerische Gestaltung ein Werk des Bildhauers Herbert Daubenspeck aus Emsdetten ist.
Im Rahmen einer Innenraumrenovierung der Kirche wurde 2004 der Altarraum mit dem Marienbildnis farbig gestaltet.

## Architektur und Glocken
Die Pfarrkirche St. Marien ist eine dreischiffige Hallenkirche mit 400 Sitzplätzen. Das Mauerwerk besteht aus hart gebrannten Mauerziegeln. Der Bau ist überspannt von Walmdächern, die mit Dachziegeln gedeckt sind. Der östlich gelegene Eckturm besitzt ein ebenfalls mit Ziegeln gedecktes Pyramidendach. Auf der Ostseite des Turms ist mit erhabenen Steinen ein großes Kreuz mit einer rechtsseitigen Inschrift auf das Mauerwerk aufgebracht. Sie lautet:
DAS • KREUZ• STEHT / SO • LANG / DER • ERDKREIS / SICH • DREHT
Der Chor im Südosten hat ein Tonnengewölbe mit geradem Abschluss. Angebaut sind eine Taufkapelle und eine Sakristei.
Glocken:
Im Turm der Marienkirche hängen vier Glocken.
1932 Goss Ulrich aus Apolda ein Vierstimmiges Bronzegeläut mit den Schlagtönen: c' e' g' a' 
Drei der Vier Glocken wurden für Kriegszwecke eingeschmolzen.
nur die Kleinste Glocke überlebte den Zweiten Weltkrieg.
1953/54 goss der Bochumer Verein die heutigen drei Gussstahlglocken. 
Die Namen der Gussstahlglocken wurden von ihren Vorgängerinnen übernommen.
Heutiges Geläut:
Marienglocke  (cis')   1954  Bochumer Verein.
Josefglocke  (e')        1954 Bochumer Verein.
Albertglocke  (fis')     1953 Bochumer Verein.
Canisiusglocke (a')  1932? Ulrich, Apolda.

## Kirchenfenster
Die Bleiglasfenster sind Werke verschiedener Künstlerinnen und Künstler.
- Die Glaserei Ignaz Donat und Sohn fertigte von 1966 bis 1967 freie Kompositionen der Fenster am Eingang, in der Kapelle am Eingang, in der Kapelle, im Chor und in der Sakristei.
- Das Fenster in der Kapelle, das die Heilige Hedwig von Schlesien zeigt, sowie die Fenster in der Taufkapelle mit Darstellungen zu den Themen Kreuz, Wasser, Feuer, Geist und Johannes der Täufer schuf Michael Theissen 2007.
- Die übrigen Fenster stammen von Johanna Fröhlich. Auf den Fenstern im Hauptschiff (1951 bis 1953) sind die Heilige Anna, Mutter der Heiligen Maria, der Heilige Joachim, Vater der Gottesmutter Maria, die Verkündigung an Maria und das Gnadenbild von Fátima dargestellt. Die Fenster im Seitenschiff (ebenfalls 1951 bis 1953) zeigen eine Pietà sowie Darstellungen der Gnadenbilder von Lourdes, Kevelaer, Telgte, Marienbaum, Sterkrade und des Heiligen Alfons. 1954 kam ein Fenster im Seitenschiff hinzu, das den Heiligen Albertus Magnus darstellt, sowie schließlich 1962 ein Ornamentfenster auf der Empore und ein Fenster auf der Orgelempore mit dem Bild der Heiligen Cäcilia von Rom.[6]

## Denkmalschutz
Die Kirche St. Marien wurde am 13. November 2001 unter der Nummer 53 in die Liste der Baudenkmäler in Dinslaken eingetragen.